# Isabela (Negros Occidental)
Isabela (tagalski Bayan ng Isabela) – miasto na Filipinach, w prowincji Negros Occidental (region Zachodnie Visayas), w środkowo-zachodniej części wyspy Negros. Według spisu ludności z maja 2020 roku, zamieszkiwało je 64 516 mieszkańców.